# 原孢囊藻病
原孢囊藻病（英語：Protothecosis） 是由原孢囊藻引起的罕见感染性疾病，属于一种人畜共患疾病，在狗，猫，牛和人中均有发现。原孢囊藻是由一类广泛存在于自然界的单细胞生物微藻（英語：microalgae），因缺乏叶绿体而不能自养，必须寄生于其它生物。原孢囊藻病可以是局部的或播散性的，可以是急性的或慢性的，以后者更为常见。人类原孢囊藻病分为（1）皮肤原孢囊藻病，（2）肘关节（鹰嘴）滑囊炎和（3）播散性原孢囊藻病。无论免疫能力正常或免疫抑制的人群均可感染，但免疫受损的个体往往发生更严重和更广泛的感染。目前发现的主要致病株为魏氏原孢囊藻（Prototheca wickerhamii）和左氏原孢囊藻（Prototheca zopfii） 。诊断主要依靠组织病理学检查结合实验室培养 。抗真菌药物为首选治疗，常用的药物包括酮康唑，伊曲康唑，氟康唑和两性霉素B，其中，两性霉素B效果最好。少数患者需要外科清创或引流。